# Andrzej Kulig (prawnik)
Andrzej Kulig (ur. 4 marca 1963 w Krakowie) – polski prawnik i samorządowiec, doktor habilitowany nauk prawnych, wykładowca akademicki oraz działacz samorządowy, zastępca prezydenta Krakowa w latach 2015-2024.  

## Edukacja i kariera naukowa
Andrzej Kulig ukończył studia na Wydziale Prawa i Administracji Uniwersytetu Jagiellońskiego. W 2000 roku uzyskał stopień doktora broniąc pracy pt. „Prawna instytucjonalizacja partii politycznych w Polsce" pod kierunkiem prof. Pawła Sarneckiego. W 2014 roku uzyskał stopień doktora habilitowanego nauk prawnych. Specjalista w zakresie prawa konstytucjonalnego. Jest wykładowcą i pracownikiem naukowym Katedry Prawa Ustrojowego Porównawczego Uniwersytetu Jagiellońskiego.

## Działalność samorządowa
Od 1996 do 1998 roku był dyrektorem gabinetu wojewody krakowskiego. W 2002 roku w wyborach na prezydenta Krakowa pełnił rolę pełnomocnika komitetu wyborczego „Przyjazny Kraków” popierającego Jacka Majchrowskiego. Od 2002 do 2004 roku był dyrektorem magistratu w krakowskim urzędzie miasta. W 2005 roku rozpoczął pracę na stanowisku dyrektora Szpitala Uniwersyteckiego w Krakowie. Odwołany ze stanowiska w 2014 roku. W 2015 roku był pełnomocnikiem Prezydenta Miasta Krakowa ds. Polityki Społecznej. W tym samym roku powołany na stanowisko Zastępcy Prezydenta Miasta Krakowa ds. Polityki Społecznej, Kultury i Promocji Miasta. W 2018 roku został powołany na stanowisko pierwszego zastępcy prezydenta Krakowa. W 2024 roku poinformował o zakończeniu pracy w Urzędzie Miasta Krakowa.